# Опистотрописы
Опистотрописы (лат. Opisthotropis) — род змей из семейства ужеобразных, обитающий в Азии.

## Описание
Общая длина представителей этого рода колеблется от 30 см до 1,3 м. Глава маленькая. Туловище тонкое, стройное, цилиндрическое. Чешуя килеватая, кили обращены обратно к хвосту. Окраска коричневая, оливковая, чёрная, бурая, жёлтая. Брюхо светлее спины.

## Образ жизни
Населяют водоёмы в горной местности. Встречаются на высоте до 500 м над уровнем моря. Активны ночью. Хорошо плавают и ныряют. Питаются рыбой, лягушками, головастиками, креветками, дождевыми червями.

## Размножение
Это яйцекладущие змеи.

## Распространение
Обитают в Восточной и Юго-Восточной Азии. 

## Классификация
На август 2018 года в род включают 24 вида:
- Opisthotropis alcalai Brown & Leviton, 1961
- Opisthotropis andersonii (Boulenger, 1888) — Опистотропис Андерсона
- Opisthotropis atra Günther, 1872
- Opisthotropis balteata (Cope, 1895)
- Opisthotropis cheni Zhao, 1999
- Opisthotropis cucae David et al., 2011
- Opisthotropis daovantieni Orlov, Darevsky & Murphy, 1998
- Opisthotropis durandi Teynié et al., 2014
- Opisthotropis guangxiensis Zhao, Jiang & Huang, 1978 — Гуангксийский опистотропис
- Opisthotropis jacobi Angel & Bourret, 1933
- Opisthotropis kikuzatoi (Okada & Takara, 1958)
- Opisthotropis kuatunensis Pope, 1928 — Куатуненский опистотропис
- Opisthotropis lateralis Boulenger, 1903
- Opisthotropis latouchii (Boulenger, 1899)
- Opisthotropis laui Yang, Sung & Chan, 2013
- Opisthotropis maculosa Stuart & Chuaynkern, 2007
- Opisthotropis maxwelli Boulenger, 1914 — Опистотропис Максвелла
- Opisthotropis rugosa (Lidth De Jeude, 1890) — Бугорчатый опистотропис
- Opisthotropis shenzhenensis Wang et al., 2017
- Opisthotropis spenceri Smith, 1918
- Opisthotropis tamdaoensis Ziegler, David & Vu, 2008
- Opisthotropis typica (Mocquard, 1890) — Типичный опистотропис
- Opisthotropis voquyi Ziegler et al., 2018
- Opisthotropis zhaoermii Ren et al., 2017